# Allamagoosa
Allamagoosa ist eine mit dem Hugo Award prämierte satirische Science-Fiction-Kurzgeschichte von Eric Frank Russell von 1955. Russell schildert darin die Schwächen der Menschen und die Schwächen von Systemen.

## Veröffentlichungen
Allamagoosa wurde im März 1955 im Science-Fiction-Magazin Astounding erstmals veröffentlicht und im selben Jahr mit dem Hugo Award für die beste Kurzgeschichte ausgezeichnet. 1961 erfolgte eine erste Buchveröffentlichung als Teil der Russell-Sammlung Ferne Sterne. In den folgenden Jahrzehnten wurde Allamagoosa vielfach in Anthologien aufgenommen, wie zum Beispiel Isaac Asimovs The Hugo Award Winners (1962), Starships: Stories Beyond the Boundaries of the Universe (1995) und Out of this World (1972).

## Handlung
Ein Raumschiff der Flotte muss sich auf eine Inspektion vorbereiten. Die Besatzung des Schiffs ist nicht begeistert, vor allem als sie feststellen, dass ihnen ein „Offund“ fehlt. Um nicht erklären zu müssen, wo er abgeblieben ist und da sie keine Ahnung haben, was ein „Offund“ denn sein soll (so behauptet der Koch, dass ein „Offund“ definitiv kein Küchengerät sei), beschließen sie kurzerhand ein blinkendes Dingsbums – ein „Allamagoosa“ – zu bauen, um den Inspektor zu täuschen, der auch nicht weiß, was es sein soll.
Die Inspektion verläuft zur Zufriedenheit. Um den Verlust des „Offund“  zu erklären, bevor man den nächsten Hafen anläuft (dort vermutet man, dass es Experten gibt), schreibt man eine Verlustmeldung und behauptet, dass der „Offund“ aufgrund einer Schwerkraftanomalie eine Fehlfunktion hatte und kaputt ging. Wenig später bricht beim Flottenkommando Panik aus und man lässt alle Schiffe stoppen. Daraufhin kommt die dringende Bitte, zu erklären, was damit gemeint sei, dass der „Offizielle Hund“ („Offund“ war der Druckfehler für „Off. Hund“) eine Fehlfunktion erlitten habe. Die Mannschaft samt Kapitän ist am Ende in größeren Schwierigkeiten und Erklärungsnöten als zuvor.

## Ausgaben
- Erstdruck: Astounding Science Fiction, Mai 1955.
- UK-Erstausgabe in: Far Stars. Dennis Dobson, 1961.
- US-Erstausgabe in: Isaac Asimov (Hrsg.): The Hugo Winners. Doubleday, 1962.
- Gebundene Ausgabe in: Major Ingredients: The Selected Short Stories of Eric Frank Russell. NESFA Press, 2003, ISBN 1-886778-10-8.
- E-Book: John Ringo, Brian M. Thomsen (Hrsg.): Citizens. Baen, 2010, ISBN 978-1-61824-764-3.
- Übersetzungen:
  - Der Offund. Übersetzt vermutlich von Walter Ernsting.[1] In: Ferne Sterne. 1962.
  - Technischer Bluff. Übersetzt von Joachim Körber. In: Die besten Stories von Eric Frank Russell. 1980.
  - Allamagoosa. Übersetzt von Irene Holicki. In: Isaac Asimov (Hrsg.): Das Forschungsteam. Heyne (Bibliothek der Science Fiction Literatur #13), 1982, ISBN 3-453-30804-2.
  - Übertragungsfehler. Übersetzt von Uwe Anton. In: Charles G. Waugh, Martin Harry Greenberg, Isaac Asimov (Hrsg.): Sternenschiffe (2). Ullstein Science Fiction & Fantasy #31145, 1987, ISBN 3-548-31145-8.